# أكسيل نجاندو
أكسيل نجاندو (بالفرنسية: Axel Ngando) (13 يوليو 1993 بأنيار سور سين في فرنسا - ) هو لاعب كرة قدم فرنسي في مركز الوسط. شارك مع منتخب فرنسا تحت 18 سنة لكرة القدم ومنتخب فرنسا تحت 19 سنة لكرة القدم ومنتخب فرنسا تحت 20 سنة لكرة القدم ومنتخب فرنسا تحت 21 سنة لكرة القدم. أما مع النوادي، فقد لعب مع باريس سان جيرمان وستاد رين ونادي أنجيه ونادي أوكسير ونادي باستيا.

## وصلات خارجية
- أكسيل نجاندو على موقع الاتحاد الدولي (مؤرشف)  (الإنجليزية)
- أكسيل نجاندو على موقع رابطة كرة القدم الفرنسية للمحترفين (الإنجليزية)
- أكسيل نجاندو على موقع قاعدة بيانات كرة القدم.إي يو (الإنجليزية)
- أكسيل نجاندو على موقع Soccerway.com (الإنجليزية)
- أكسيل نجاندو على موقع عالم كرة القدم.نت (الإنجليزية)